# Eparchia iszymska
Eparchia iszymska – jedna z eparchii Rosyjskiego Kościoła Prawosławnego, z siedzibą w Iszymie. Jej obecnym ordynariuszem jest biskup iszymski i aromaszewski Tichon (Bobow).
Eparchia została erygowana na posiedzeniu Świętego Synodu Rosyjskiego Kościoła Prawosławnego 2 października 2013 poprzez wydzielenie z eparchii tobolskiej i jako składowa metropolii tobolskiej. Podlegają jej parafie i klasztory w rejonach abackim, armizońskim, aromaszewskim, bierdiuskim, gołyszmańskim, iszymskim, jurgińskim, kazańskim, omutnińskim, sładkowskim, sorokińskim, wikułowskim obwodu tiumeńskiego.
W 2014 eparchia prowadziła 51 parafii zgrupowanych w trzech dekanatach, obsługiwanych przez trzynastu kapłanów.